# Szabó Pál (színművész)
Szabó Pál (Kecskemét, 1874. június 25. – Budapest, 1952. december 22.) színész, színigazgató, újságíró, lapszerkesztő. Szabó Ernő színész édesapja, Szabó Ottó színész nagyapja.

## Életpályája
Szabó Lipót (László) vendéglős és Armuth Róza fiaként született. Az 1894-95-ös tanévben végezte tanulmányait a Gyakorló Színésziskolában. Ezután Erdélybe ment, ahol 1898 őszétől Monori Sándornál, majd Halmay Imrénél játszott. 1899. október 4-én Sárospatakon feleségül vette Szelényi (Polgár) Ilonát, 1900-ban Kassán született meg fiuk, Ernő. 1900 őszétől Földesi Sándornál lépett fel mint tenorista. 1903-tól Mezei Kálmán, majd 1907 őszétől Molnár Gyula társalatában szerepelt, 1912-től Szilágyi Dezsőnél lépett színpadra. Az első világháború vége felé Erdélyben lett színigazgató, 1917-től 1920-ig a marosvásárhelyi-gyulafehérvári színtársulat élén állt. 1920. december 23-án Marosvásárhelyen megülte szinigazgatása 25 éves jubileumát. Ugyanitt tervezte egy magyar színiiskola megnyitását, azonban a hatóságok ezt nem engedélyezték számára. 1922-től Temesváron volt igazgató, majd egy magyar-román koncesszió elnyerését próbálta kieszközölni. Lehár Ferenc Frasquitájának és Kálmán Imre Bajadérját Bukaresten szerette volna bemutatni, azonban nem sikerült tervét valóra váltania, így 1923 környékén Magyarországra költözött. 1925-ben egy ideig Nyíregyházán volt társulatigazgató. 1927-ben rövidebb ideig Temesváron vendégszerepelt. 1930-ban benyújtotta pályázatát a szegedi színház igazgatói állására. 1942. október 29. és 1943. január 29. között közokirathamisítás miatt szabadságvesztését töltötte.

## Szerepei
- Alfred (J. Strauss: A denevér)
- Gligor, pakulár (Moldován Gergely: Flórika szerelme)
- Myska bán (Erkel Ferenc: Bánk bán)
- Barinkay Sándor (J. Strauss: A cigánybáró)
- A testőrhadnagy (Huszka Jenő: Bob herceg)
- Szaplonczay (Zerkovitz Béla: A legkisebbik Horváth lány)
- Bogár Imre (Csepreghy Ferenc: Sárga csikó)